# جفری اسکونز
جفری اسکونز (انگلیسی: Geoffry Scoones; ۲۵ ژانویهٔ ۱۸۹۳ – ۱۹ سپتامبر ۱۹۷۵) فرد نظامی اهل بریتانیا بود. وی همچنین برندهٔ جوایزی همچون صلیب نظامی شده‌است.